# Stary Orzechów
Stary Orzechów – wieś w Polsce położona w województwie lubelskim, w powiecie parczewskim, w gminie Sosnowica. W pobliżu znajduje się łowieckie jezioro Skomelno.
W latach 1975–1998 miejscowość administracyjnie należała do województwa chełmskiego.
Wieś stanowi sołectwo w gminie Sosnowica. Według Narodowego Spisu Powszechnego z roku 2011 wieś liczyła 155 mieszkańców.
Wierni Kościoła rzymskokatolickiego należą do parafii Trójcy Świętej w Sosnowicy.

## Historia
Orzechów Stary w dokumentach z roku 1252 opisano jako rzekomą własność klasztoru sieciechowskiego. W roku 1564 występuje jako „Orzechow uterque" wieś szlachecka. Sosnowscy płacą tu od 6 1/2 łana, 2 zagrodników. Prawdopodobnie klasztorowi nadane było tylko samo jezioro, podobnie jak i pobliskie jezioro Uściwierz (Ostfisz), należące do tejże grupy. Klasztor pozbył się następnie tych odległych i niedogodnych posiadłości.
Orzechów Stary i Orzechów Nowy dwie wsie w powiecie włodawskim, ówczesnej gminie Uścimów, parafii Sosnowica, odległe 42 wiorsty od Włodawy a 7 wiorst od Ostrowa. Są tu dwa jeziora (ob. Domaacnie), pokłady torfu, młyn wodny. 
Orzechów Stary posiadał w roku 23 domy i 203 mieszkańców, zaś Orzechów Nowy 47 domów i 512 mieszkańców. Wsie leżą między jeziorami Doraasznie i Lejny. Dobra Orzechów składały się w 1876 roku z folwarku Orzechów Nowy, awulsu Czarnoładzico, osady młynarskiej Bobryk a także wsi Orzechów Stary i Orzechów Nowy. Ogólna rozległość wynosiła 3109 mórg w tym: grunta orne i ogrody mórg 765, łąk mórg 344, pastwisk mórg 135, wody mórg 175, lasu mórg 1616, nieużytki stanowiły mórg 74. W folwarku budynków murowanych 2, z drewna 25. Las nieurządzony. 
Wsie w dobrach Orzechów posiadały: Orzechów Stary osad 26, z gruntem mórg 649 wieś Orzechów Nowy osad 51, z gruntem mórg 1890.